# East Germantown
East Germantown est une municipalité située dans le comté de Wayne, dans l’État de l'Indiana, aux États-Unis. Lors du recensement de 2020, elle compte 261 habitants.